# 伊勢原市立大山小学校
伊勢原市立大山小学校（いせはらしりつおおやましょうがっこう）は神奈川県伊勢原市大山にある公立小学校。

## 沿革
出典
- 1873年（明治6年）6月-学校創立 民家を利用して開校
- 1878年（明治11年4月）-大山384番地に移転
- 1881年（明治14年4月）-大山310番地に移転
- 1890年（明治23年）-大山町慈雲山972番地に移転
- 1902年（明治35年）-高等科を併置
- 1906年（明治39年）4月-校舎増築
- 1917年（大正6年）5月12日-校舎増築（現開校記念日）
- 1932年（昭和7年）3月26日-校舎現位置に移転
- 1941年（昭和16年）4月1日-大山尋常小学校を大山町国民学校と改称
- 1947年（昭和22年）4月1日-大山国民学校を大山町立大山小学校と改称
- 1951年（昭和26年）10月21日-校舎改築完了（大山中学校開校）
- 1954年（昭和29年）12月1日-伊勢原町合併により伊勢原町立大山小学校と改称
- 1960年（昭和35年）2月-学校給食施設新設 給食開始
- 1962年（昭和37年）12月1日-山王中学校一部竣工のため、校舎の大部分を小学校で使用
- 1963年（昭和38年）11月15日-旧大山中学校全施設を小学校に移管
- 1964年（昭和39年）11月8日-創立90周年記念式典挙行 校歌制定
- 1969年（昭和44年）7月24日-プール竣工
- 1971年（昭和46年）3月1日-市制施行により伊勢原市立大山小学校と改称
- 1974年（昭和49年）4月15日-創立100周年・新校舎落成記念記念式典挙行
- 1976年（昭和51年）6月10日-「ことばの教室」開設
- 1977年（昭和52年）11月22日-社会科研究発表
- 1979年（昭和54年）10月11日-国際児童年記念タイムカプセル格納
- 1981年（昭和56年）7月16日-新設プール竣工
- 1983年（昭和58年）11月18日-社会福祉研究普及校報告会
- 1986年（昭和61年）11月13日-図工科研究発表会（市教育委員会指定）
- 1990年（平成2年）11月2日-特別活動研究発表会（市教育委員会指定）
- 1994年（平成6年）6月6日-創立120周年記念式典挙行
- 1996年（平成8年）11月22日-同和教育研究委託研究報告会
- 1999年（平成11年）5月14日-校門表札「わたしたちの学校」かけかえ
- 2001年（平成13年）1月8日-国際児童年記念タイムカプセル開封
- 2002年（平成14年）11月15日-「国際理解教育」研究報告会
- 2003年（平成15年）1月-「科学が好きな子どもを育てるための教育計画
- 2004年（平成16年）5月12日-創立130周年記念航空写真撮影 タイムカプセル作成
- 2006年（平成18年）12月17日-「青い目の人形たち」のコンサート
- 2007年（平成19年）11月22日-「特色ある教育活動」研究報告会（市教育委員会指定）
- 2009年（平成21年）3月16日-校門表札「わたしたちの学校」かけかえ
- 2010年（平成22年）3月15日-校庭補修工事竣工
- 2011年（平成23年）
  - 3月1日-国土緑化推進機構学校環境緑化モデル事業
  - 4月18日-日産交通安全贈呈式
- 2013年（平成25年）4月1日-特別支援学級「すまいる級」開設

## 通学地域
出典
- 大山
- 子安

## 交通
出典
小田急線伊勢原駅下車、神奈川中央交通「伊勢原駅北口」4番のりば「伊10 大山ケーブル駅行」で「大山小学校前」下車、徒歩2分
- 大山の多客期にはグラウンドを観光客向け臨時駐車場として開放する場合があり、大山小学校前 - 大山ケーブル間の臨時シャトルバスが運行される。

## 進学先
出典
- 伊勢原市立山王中学校